# 苏州独墅湖影剧院
苏州独墅湖影剧院位于中华人民共和国江苏省苏州市工业园区星湖街555号，北邻独墅湖体育馆，东临苏州大学独墅湖校区南区，占地面积13300平方米，总建筑面积1万多平方米，影剧院分为三层。设有1137座的影剧场，117座的中电影厅及76座的小电影厅各一个。